# NGC 3357
NGC 3357 é uma galáxia elíptica (E) localizada na direcção da constelação de Leo. Possui uma declinação de +14° 05' 04" e uma ascensão recta de 10 horas, 44 minutos e 20,9 segundos.
A galáxia NGC 3357 foi descoberta em 5 de Abril de 1864 por Albert Marth.